# Pardosa baraan
Pardosa baraan là một loài nhện trong họ Lycosidae.
Loài này thuộc chi Pardosa. Pardosa baraan được Dmitri Viktorovich Logunov & Yuri M. Marusik miêu tả năm 1995.